# Провулок Молодіжний (Черкаси)
Провулок Молоді́жний — провулок в Черкасах.

## Розташування
Провулок простягається у південно-східному напрямку, проходить від вулиці Юрія Іллєнка до вулиці Чехова.

## Опис
Провулок неасфальтований, повністю забудований приватними будинками, у кінці праворуч збудовано гуртожиток № 2 ЧДТУ.

## Походження назви
Провулок був утворений 1916 року і спочатку називався Зеленим. 1923 року провулок був перейменований на честь Григорія Орджонікідзе, радянського державного діяча. В період німецької окупації 1941-1943 років провулок називався Заводським, після чого йому було повернуто попередню назву. 1950 року провулок отримав сучасну назву.